# 布格辛
布格辛（德語：Burgsinn，發音：[ˈbʊʁkˌzɪn] ⓘ）是德国巴伐利亚州下弗兰肯行政区美因-施佩萨特县的市镇，面积51.31平方千米，2023年12月31日人口为2,333人。